# Thaumasia senilis
Thaumasia senilis là một loài nhện trong họ Pisauridae.
Loài này thuộc chi Thaumasia. Thaumasia senilis được Josef Anton Maximilian Perty miêu tả năm 1833.